# Surkhan Darya
Il Surxondaryo o Surkhan Darya (in usbeco Surxondaryo; in russo Сурхандарья, Surkhandar'ja) è un fiume del Tagikistan e dell'Uzbekistan. È un affluente di destra dell'Amu Darya.

## Geografia
Nasce sui pendii meridionali dei monti Gissar nella provincia tagika di Nohiyahoi tobei Jumhurii, a una cinquantina di chilometri a nord-ovest di Dushanbe, capitale del paese, con il nome di Karatag. Fin dalla sorgente, adotta la direzione del sud, direzione che manterrà lungo tutto il suo percorso. Abbandona il territorio tagiko a circa 70 chilometri dalla sorgente per entrare in Uzbekistan. Il suo corso misura circa 250 km. In Uzbekistan, attraversa la regione amministrativa di Surkhan-Daria (Surxondaryo Viloyati), bagna la città di Denov alla confluenza con il Sangardak, infine si dirige verso la frontiera afghana. Confluisce con l'Amu Darya a Termez.

## Affluenti
- Il Karatag, che costituisce di fatto il corso superiore del Surkhan Darya.
- Il Dachnabad.
- L'Obizarang.
- Il Tupalang.
- Il Sangardak.

## Idrologia
Nel suo corso superiore, il Surkhan Darya è un fiume carico di acque, ben alimentato dalle precipitazioni dei monti Gissar, soprattutto dopo lo scioglimento delle nevi. La sua portata presso la frontiera uzbeka, misurata tra il 1961 e il 1990, è di 34 metri cubi al secondo. Raggiunge i 50 metri cubi in seguito, a Manguzar, al termine del suo percorso di montagna. Più a valle, la sua portata diminuisce fortemente a causa dell'utilizzo delle sue acque per l'irrigazione di vaste superfici agricole, a nord e a nord-ovest di Termez.

### Regime
Il suo regime è prettamente di tipo nivale con piene primaverili, vale a dire da aprile a giugno compresi. Il periodo di magra si registra tra la fine dell'estate e gli inizi dell'inverno, da agosto a ottobre, con un minimo in settembre.

### La portata a Manguzar
La portata del Surkhan Darya è stata misurata per 58 anni (1932-1989) a Manguzar, località uzbeka della regione di Surkhan-Daria situata poco a monte della sua confluenza con l'Amu Daria.
A Manguzar, la portata media annuale registrata durante questo periodo è stata di 50,70 m³/s su una superficie di 13.500 km².